# Krešimir Džeba
Krešimir Džeba  (Dubrovnik, 27. kolovoza 1935. – Graz, 11. ožujka 1993.) je bio hrvatski novinar i političar, sudionik hrvatskog proljeća.

## Životopis
Rodio se je u Dubrovniku. Studirao je u Zagrebu na Ekonomskom fakultetu u Zagrebu. 
Novinarstvom se bavi od 1957. godine. Glavni i odgovorni urednik Vjesnika u srijedu (VUS-a) postao je 1966. godine, a dužnost je obnašao do sloma hrvatskog proljeća, čijim je bio aktivnim sudionikom. Dok je uređivao VUS, list je od prvotne zabavne revije postao ugledni politički tjednik visoke naklade, od preko 300.000 primjeraka. Džeba je žestoko zagovarao reformu društva, tržišno gospodarstvo, samostalnost poduzeća, čiste međurepubličke račune i otvaranje Jugoslavije prema zapadu. 
Za te sječe hrvatskih proljećara, Džebi je zabranjen novinarski i urednički rad, a kao i brojna ondašnja utjecajna hrvatska glasila, list se našao "na ledu": Džeba je smijenjen, glavna kolumnistica Neda Krmpotić uklonjena, a ostali suradnici stavljeni "na led".
Nakon toga sve do demokratskih promjena u Hrvatskoj bavio se ekonomskom propagandom. 
Sudjelovao je u demokratskim promjenama u Hrvatskoj. Kad je osnovana Hrvatska narodna stranka 13. listopada 1990. godine, prvom predsjednicom stranke postala je Savka Dabčević-Kučar, a u uže rukovodstvo stranke ušli su Miko Tripalo, Dragutin Haramija, Srećko Bijelić, Krešimir Džeba, Ivica Vrkić, Slavko Meštrović i Radimir Čačić, koji nasljeđuje predsjedničko mjesto u stranci 1994. Džeba je bio potpredsjednik stranke. 
Bio je zastupnik u hrvatskom Saboru od 1990. do 1993. godine.

## Djela
- Duhanski put u Rovinj, 1987.
- Sport i novac - iza kulisa svjetskih spektakala, 1995. (suautor)
- Sudbina novinara, 1998.
- Sportski marketing, 1998. (suautor)

## Nagrade i priznanja
- 1993. (postumno) Nagrada "Otokar Keršovani", za rad u novinarstvu
- predsjednik Društva novinara Hrvatske

Danas se jedna novinarska nagrada zove po njemu, nagrada Krešimir Džeba.